# 伊萬·德米特里耶維奇·雅科夫列夫
伊萬·德米特里耶維奇·雅科夫列夫（俄语：Иван Дмитриевич Яковлев，1910年1月18日—1999年12月26日），苏联党和国家领导人。曾任新西伯利亚州委第一书记，哈共中央第一书记，乌里扬诺夫斯克州委第一书记等职。

## 生平
- 1910年1月5日（格里历：1月18日）出生于沙俄托木斯克省兹梅诺戈尔斯克区萨乌什卡村的一个农民家庭。
- 1928年加入联共（布），曾在共青团Pospelikhinsky团支部工作。
- 1930年，前往新西伯利亚负责创办Sibselmash拖拉机厂。
- 1930年-1931年，共青团西西伯利亚Pospelikhinsky区委宣传鼓动部部长，书记。
- 1931年-1932年，新西伯利亚《团结报》编辑。
- 1932年-1933年，新西伯利亚Sibkombainstroy学校团支部书记。后加入苏联红军，太平洋舰队短暂服役。
- 1933年-1935年，联共（布）新西伯利亚红军第179联合企业党委副书记。
- 1935年-1937年，联共（布）新西伯利亚市基洛夫区教育局局长，基洛夫区委教工委主任。
- 1937年-1938年，新西伯利亚市第179号联合企业工会书记。
- 1938年-1939年，新西伯利亚市第九中学校长，新西伯利亚市教委主任。
- 1939年-1940年，联共（布） 新西伯利亚市基洛夫斯基区委第一书记。
- 1940年-1944年，新西伯利亚市市长。1941年3月-7月兼任新西伯利亚市委第二书记。[2]
- 1944年-1946年，联共（布）新西伯利亚州委第二书记。苏德战争期间，他负责监督当地国防工业企业的生产。
- 1949年1月-1955年8月，联共（布）新西伯利亚州委第一书记。
- 1955年8月-1956年3月，哈共中央第二书记。
- 1956年3月-1957年12月，哈共中央第一书记。
- 1958年1月-1961年8月，苏共乌里扬诺夫斯克州委第一书记。
- 1961年-1964年，鄂木斯克市市长。
- 1964年-1973年，鄂木斯克州副州长。
- 1973年起退休。
- 1999年12月26日于莫斯科逝世，享年89岁。葬于昆采沃公墓。[3]

雅科夫列夫是苏共19-21大代表，第19-21届中央委员。第3-5届苏联最高苏维埃联盟院代表，第4、7届俄罗斯苏维埃联邦社会主义共和国最高苏维埃代表。

## 荣誉
- 两次列宁勋章
- 十月革命勋章
- 三次劳动红旗勋章
- 荣誉勋章
- 纪念列宁诞辰一百周年奖章
- 劳动英勇奖章
- 俄罗斯苏维埃联邦社会主义共和国最高苏维埃主席团荣誉证书